# Sestao XT
Sestao XT, pełna nazwa Sestao Xake Taldea – klub szachowy z siedzibą w Sestao, sześciokrotny mistrz Hiszpanii.

## Historia
Klub został założony w 1981 roku z inicjatywy Dámaso Zugastiego, Félixa Arenasa, Juana Viqueiry, Eduardo Llano i Jose Marii Martína. W 2008 roku klub zadebiutował w División de Honor, jednak po zakończeniu sezonu spadł z ligi. W 2010 roku zespół wrócił do najwyższej hiszpańskiej klasy rozgrywkowej, zajmując piąte miejsce. W 2011 roku uzyskano wicemistrzostwo. W sezonie 2012 zawodnicy zdobyli dla klubu pierwsze mistrzostwo kraju. W kadrze Sestao XT znajdowali się wówczas m.in. Leinier Domínguez, Maxime Vachier-Lagrave i Anisz Giri. W 2013 roku klub obronił tytuł, a rok później zdobył wicemistrzostwo Hiszpanii. Ponadto w 2014 roku zespół zadebiutował w Pucharze Europy, w którym zajął piętnaste miejsce, uzyskując w pierwszych trzech kolejkach niekorzystne rezultaty z niżej notowanymi rywalami (remisy z CE Fontainois i Brønshøj SF oraz porażka z Oslo Schakselskap). W 2015 roku drużyna zajęła drugie miejsce w krajowych rozgrywkach, natomiast w latach 2016–2018 uzyskała trzy tytuły z rzędu. W 2019 roku klub wycofał się z rozgrywek i został relegowany do Segunda División. Zespół wygrał wówczas tę ligę, awansując tym samym do Primera División. W 2021 roku klub powrócił do División de Honor, zajmując wówczas szóste miejsce. Rok później Sestao zdobyło tytuł mistrza Hiszpanii. W 2023 roku zespół nie przystąpił do obrony tytułu.

## Arcymistrzowie w historii klubu
| - David Antón Guijarro - Borys Awruch - Stuart Conquest - Salvador Gabriel Del Río Angelis - Leinier Domínguez - Jan-Krzysztof Duda - Romain Édouard - Pawło Eljanow - Laurent Fressinet - Anisz Giri - Juan Mario Gómez Esteban - Gawain Jones - Luke McShane - Ołeksandr Moisejenko - Hikaru Nakamura - Marc Narciso Dublan | - Rusłan Ponomariow - Markus Ragger - Richárd Rapport - Teymur Rəcəbov - Maxim Rodshtein - Michael Roiz - Alfonso Romero Holmes - Salem Saleh - Iván Salgado López - Miguel Santos Ruiz - Kevin Spraggett - Maxime Vachier-Lagrave - Francisco Vallejo Pons - Nikita Witiugow - Radosław Wojtaszek |